# Araguás
Araguás es una localidad española dentro del municipio de El Pueyo de Araguás, en el Sobrarbe, provincia de Huesca, Aragón. 
Su población es de 18 habitantes (2006).

## Geografía
Araguás está situado a 750 m s. n. m., a de 7 km de El Pueyo de Araguás (la capital del municipio), 12 km de Aínsa (la capital de la comarca) y 123 km de Huesca (la capital de la provincia).

## Fiestas
- 20 de enero: fiesta de invierno en honor a san Sebastián.
- 15 de agosto, Fiesta Mayor en honor a santa María de la Asunción.

## Galería

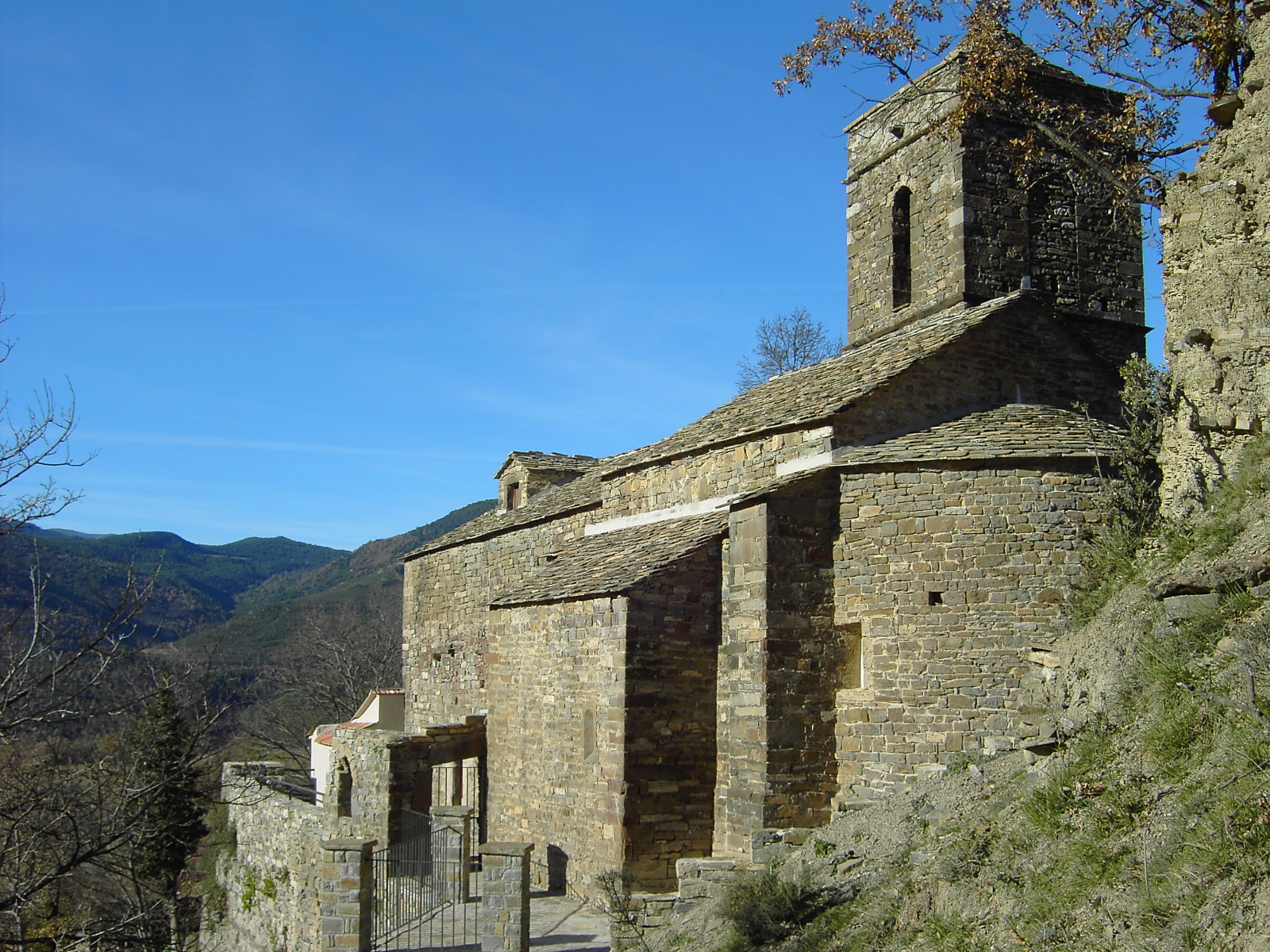
Iglesia de la Asuncción
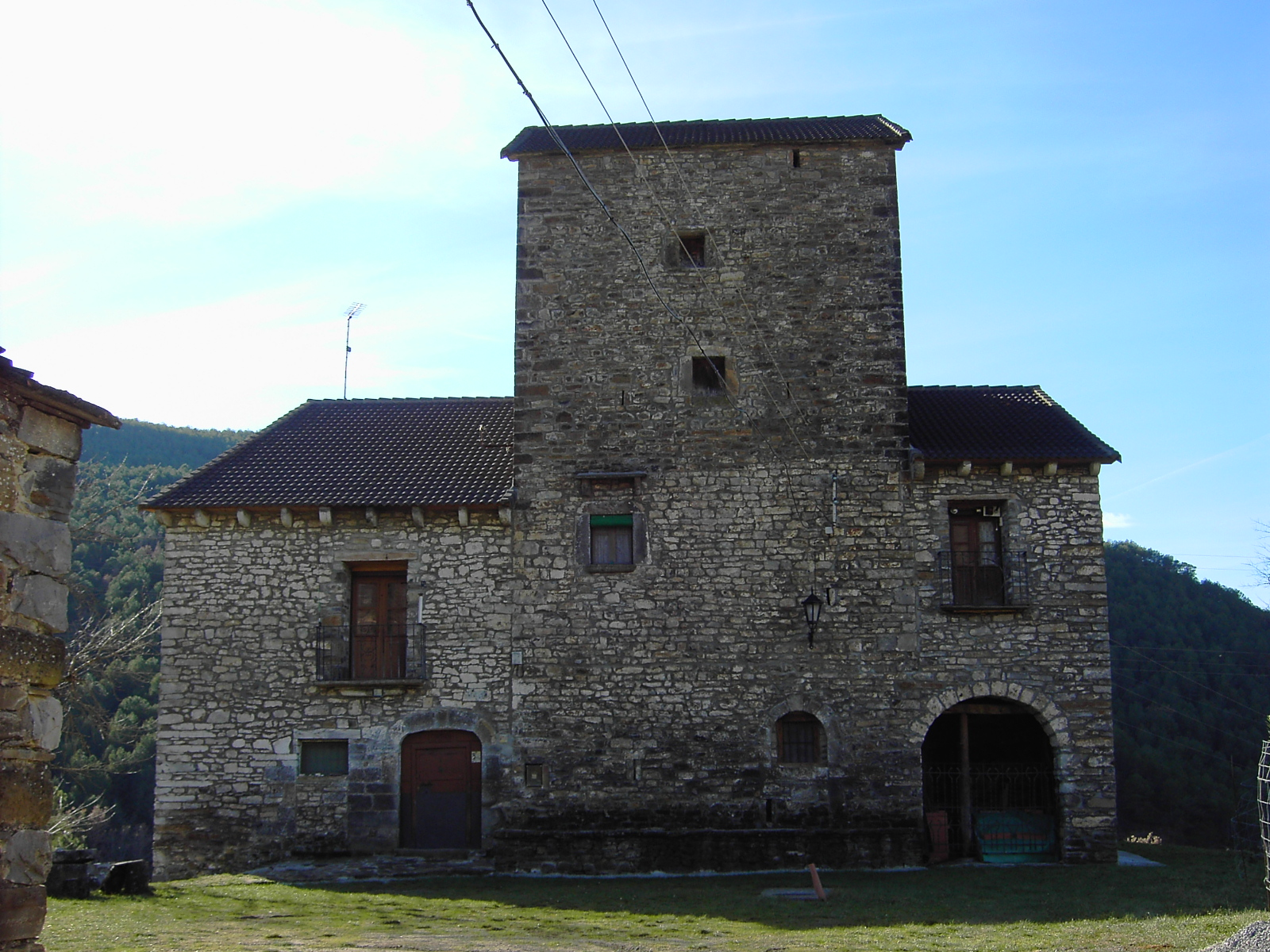
Casa del Arrendador